# سکونتگاه غیررسمی
سکونتگاه غیررسمی زاغه‌ها طیفی از آپارتمان‌های پرتراکم و بدمنظره در مرکز شهر تا سکونتگاه‌های پراکنده غیررسمی و بدون قانون در حاشیه شهرها را شامل می‌شود. برخی بیش از ۵۰ سال قدمت دارند و برخی هنوز در حال تصرف‌شدن هستند. سکونتگاه‌های غیررسمی در مسائل و مشکلات زیر با هم اشتراک دارند:
- فقدان تأسیسات شهری مناسب و کافی
- فقدان خدمات شهری مناسب و کافی
- افزایش تنش‌ها به علت شکاف عمیق اجتماعی بین ساکنان این سکونتگاه‌ها و مناطق رسمی شهری
- پیچیدگی و دشواری تأمین خدمات به علت توسعه ناموزون و برنامه‌ریزی نشده.[۱]

پژوهش‌ها نشان داده‌است که محلات خود روی اطراف یا داخل شهرها به مرور زمان نقش رسمی به خود می‌گیرند ولی همچنان مسائل ناپایدار ساخت‌وسازی و بحران‌های اجتماعی و محیطی را یدک می‌کشد. الزاماً این محلات با زندگی زاغه‌ای و نبود تأسیسات قابل شناسایی نیست. سرانه‌های حیاتی ضعیف و مسائل اجتماعی- محیطی چالش‌برانگیز برای محلات شهری بخش ثابت تبعات این محلات به حساب می‌آید.